# Псевдомодрина золотиста
Псевдомодрина золотиста — єдиний сучасний вид свого роду, широко відомий як золотиста модрина, хоча вона не є істинною модриною (Larix), будучи більш тісно пов'язаною з родами Keteleeria, Abies і Cedrus. Батьківщиною є східна частини Китаю, де вид росте в невеликих районах в горах провінцій Фуцзянь, Хунань, Цзянсі, Чжецзян на висотах 100–1500 м.

## Морфологія
Це хвойне дерево досягає 30–40 м заввишки і 150 (рідко 300) см діаметра, має широку конічну крону. Кора сіро-коричнева, груба, полущена. Пагони поділяються на довгі й короткі, подібно модрині, хоча короткі пагони не так помітно коротші, подовження — близько 5 мм на рік. Листки яскраво-зелені, довжиною 3–6 см і 2–3 мм шириною, з двома смугами знизу; вони стають блискуче золотисто-жовтими, перш ніж впасти восени, звідси й загальна назва. Листи розташовані спірально, широко розставлені на довгих пагонах, і щільно розміщені на укорочених пагонах. Шишки 4–7 см завдовжки і 4–6 см шириною, з гострими трикутними лусочками; вони за ≈ 7 місяців після запилення, коли (як ялинові й кедрових шишки) вони випускають крилате насіння. Насіння біле, овальне 6–7 мм з крилами світло-жовтого або коричнево-жовтого кольору, блискуча адаксіально, трикутно-ланцетні, ≈ 2.5 см завдовжки. Квітне в квітні, насіння дозріває у жовтні. 2n = 44.

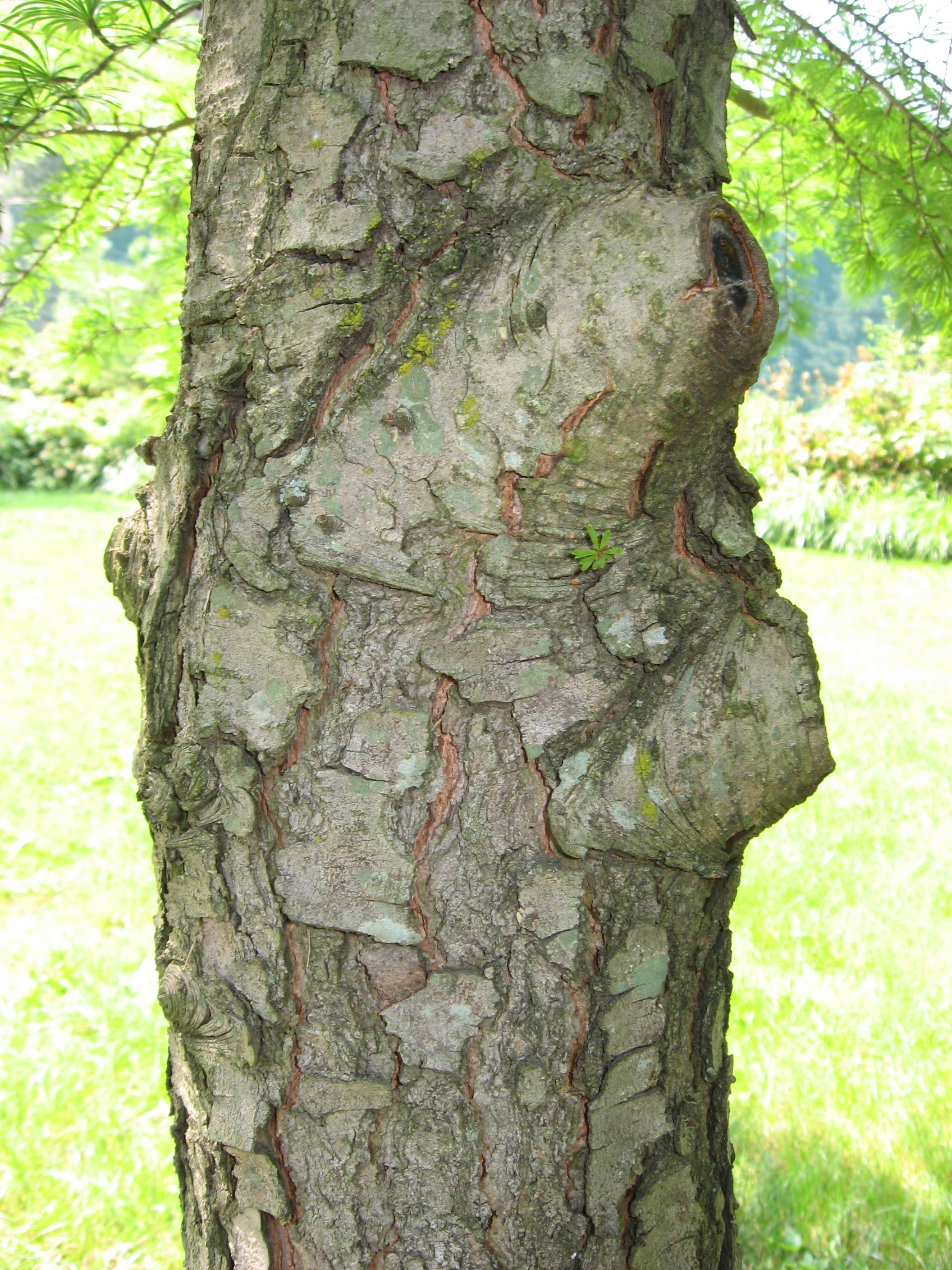
Стовбур
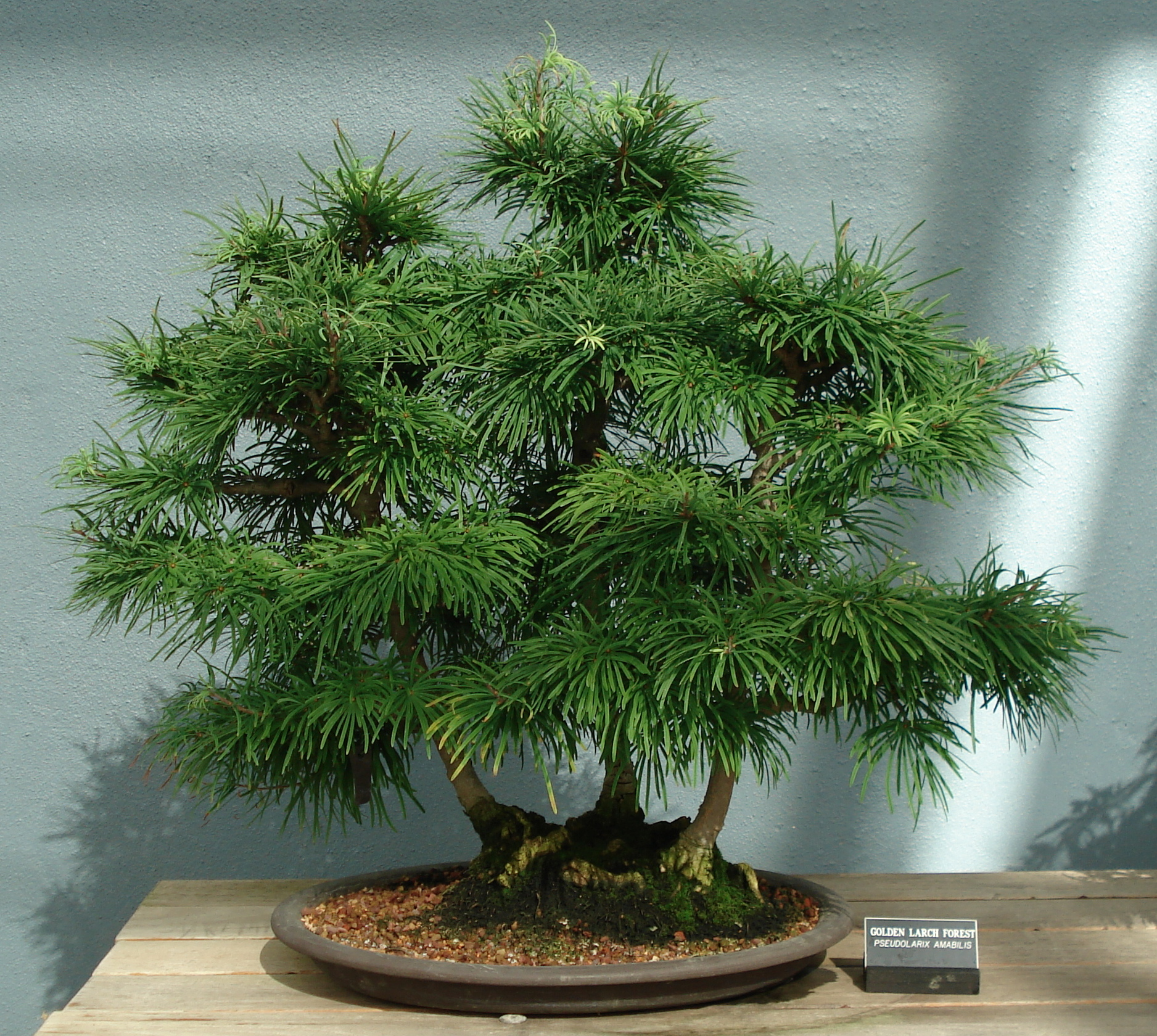
Бонсай

## Використання
Псевдомодрина золотиста є дуже привабливим декоративних деревом для парків і великих садів. На відміну від справжніх модрин, це дуже терпимі до літньої спеки і вологості, росте дуже успішно в південному сході США, де більшість модрин і ялин не приживаються. У Європі зростання є найбільш успішним, в Середземноморському регіоні з відомими зразками в північній Італії; далі на північ у Великій Британії вона буде рости, але дуже повільно через більш прохолодне літо.

## Загрози та охорона
Цей вид дуже рідко зустрічається в дикій природі у кількох залишках первинних лісів на ізольованих горах. Тяньму Шань є територією, що охороняється, і, ймовірно, проживає в інших охоронних територіях. Існує також заборона на вхід на місцях.

## Вимерлі види роду
Відомі також вимерлі види з роду псевдомодрина: †P. arnoldii, †P. erensis, †P. wehrii.